# Georg Simon Klügel
Georg Simon Klügel (Hamburgo, 19 de agosto de 1739 – Halle, Saale, 4 de agosto de 1812) foi um matemático e físico alemão.
Nasceu em Hamburgo, seguindo em 1760 para a Universidade de Göttingen, onde estudou inicialmente teologia antes de mudar para matemática. Georg Christoph Lichtenberg foi um de seus pares quando ambos eram estudantes. Sua tese de doutorado, Conatuum praecipuorum theoriam parallelarum demonstrandi recensio, publicada em 1763, foi orientada por Abraham Gotthelf Kästner.
Klügel editou o Hannöversche Magazin durante dois anos a partir de 1766, antes de tornar-se professor de matemática da Universidade de Helmstedt. Em 1788 sucedeu Wenceslaus Johann Gustav Karsten na cátedra de matemática e física da Universidade de Halle. Morreu em Halle, Saale, em 1812.
Manteve correspondência com Georg Christoph Lichtenberg ao longo de sua carreira.
Klügel fez uma contribuição excepcional à trigonometria, unificando fórmulas e introduzindo o conceito de função trigonométrica (inclusive cunhando este termo) em sua obra Analytische Trigonometrie de 1770.

## Publicações
- Conatuum praecipuorum theoriam parallelarum demonstrandi recensio, Dissertation, 1760;
- Encyklopädie der gemeinnützigsten Kenntnisse ("Encyclopedia of Common Knowledge") (Berlin 1782-1806, 3 volumes);
- Anfangsgründe der Arithmetik (Berlin 1793, 6th edition 1819);
- Die gemeinnützigsten Vernunftkenntnisse (2nd edition Leipzig 1791).